# 山本雅博
山本 雅博(やまもと まさひろ)は、日本のゲームクリエイター。日本一ソフトウェアを経て、現在はプリアップパートナーズ所属。

## 来歴
日本一ソフトウェアに入社し、『魔界戦記ディスガイア2』ではメインプログラマーを務める。その後『ソウルクレイドル 世界を喰らう者』でゲームデザイン兼メインプログラマーとして参加し、『神様と運命革命のパラドクス』、『魔界戦記ディスガイア4』ではディレクターを務める。
2013年に日本一ソフトウェアを退社。
東京・池袋で行われた「魔界戦記ディスガイア4」の体験会で、来場者からの質問で「私は闘うマンガが好きで、『ドラゴンボール』が大好き」と答えている。

## 主な作品タイトル
- 魔界戦記ディスガイア2
- ソウルクレイドル 世界を喰らう者
- 魔界戦記ディスガイア4
- 神様と運命革命のパラドクス
- 魔壊神トリリオン
- 社長、バトルの時間です!